# Борисоглібська вежа (Новгородський дитинець)
Борисоглі́бська ве́жа (рос. Борисоглебская башня (Новгородский детинец)) — незбережена чотирикутна вежа у східній частині Новгородського дитинця біля лівого берега Волхова. Збудована востаннє наприкінці XV століття під час масштабної перебудови дитинця, ймовірно, на місці колишньої, побудованої в 1331—1334 рр. під час робіт з будівництва Кам'яного Граду вздовж берега Волхов від Володимирської надбрамної церкви до Бориса та Гліба, що проводилися за вказівкою новгородського архієпископа Василія в XIV столітті.
Вежа була п'ятиярусною прямокутною у плані, глухою (тобто непроїжджою). В 1626 році в описі названа «за Борисом і Глібом» по відношенню до зруйнованої церкви Бориса і Гліба, що була в Дитинці прямо за вежею. Наприкінці XVI століття у вежі зроблено 18 відпускних (навісних) бійниць, як у Покровській вежі. Тоді ж у Борисоглібській вежі були закладена і вилазна брама.

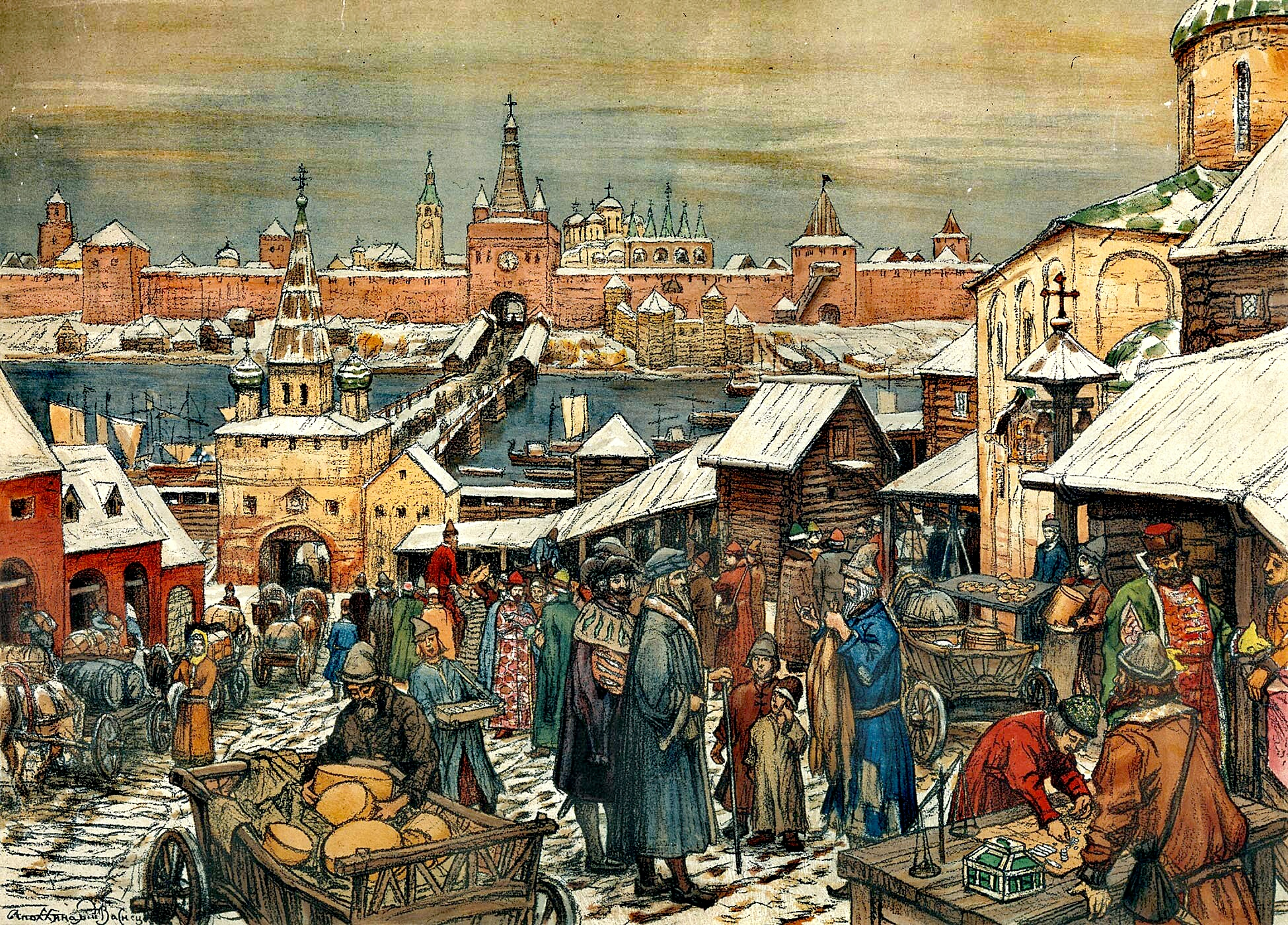
«Новгородський торг» — картина Аполлінарія Васнецова. На задньому плані зліва від мосту — Борисоглібська вежа.

Наприкінці XVIII століття вежа впала, кінцевим етапом руйнування стала пожежа 1745 року, тоді Борисоглібська вежа і мур, що відходить від неї на південь, зруйнувалися. В донесенні 1818 року повідомляється про остаточне руйнування вежі, руїни розібрано в XIX столітті, а на місці вежі зведено частину муру. Існувала пропозиція щодо відновлення вежі в 1960-ті роки, але вона не була здійснена. Нині від вежі залишився тільки фундамент. Фундамент досліджувався M. X. Алешковським в 1960 році. Глибина залягання підмурів'я — 1 м, складене воно було з каменів на вапняному розчині. Кладка вежі була виконана цеглою розміром 6х13х26 см. Над підмурів'ям споруджено забетонований майданчик, що височіє над ґрунтом, а на кріпосністіні з боку Волхов нині встановлена інформаційна табличка.